# 서광사
서광사(瑞光寺)는 충청남도 서산시에 있는 사찰이다. 대한불교 조계종 제7교구 수덕사의 말사이며, 전통사찰로 제41호로 1988년 6월 18일에 지정되었다.
전하는 말에 의하면 신라의 의상대사(義湘大師)[625~702]가 창건하였다고도 하고 신라 말 최치원(崔致遠)[857~?]이 886년(정강왕 1)에서 893년(진성여왕 7)까지 부성군[현 서산] 태수로 부임했을 때 부춘산의 상부, 중부, 하부의 세 곳에 암자를 지었다고 하나 모두 확인할 수 없다. 상부암과 중부암은 일찍 폐사되고 하부암만 남았지만 이름은 1980년대 초까지 삼선암이라 불렸다.
1986년 법장이 주지로 부임한 뒤 전통 사찰로 지정되고 명칭도 서광사로 바뀌었다. 서광사에서 울려 퍼지는 저녁 종소리와 어우러지는 정경은 서산팔경의 제5경인 선암모종(仙庵暮鐘)[삼선암의 저녁에 지는 종소리]으로 알려져 있다. 2007년에 대웅전이 완공되었으며 2009년 11월 27일 여래보궁 봉안식을 열고 진신사리를 봉안하였다.
법당, 관음전, 여래보궁, 삼층 석탑이 있다. 법당인 대웅전은 3층 건물로 1층은 정면 7칸, 측면 5칸이다. 1층의 편액은 인곡수련원이고, 2층의 편액은 서광사이고, 3층의 편액은 대웅전이다. 대웅전 안의 벽과 외벽에는 『화엄경(華嚴經)』의 선재동자가 53선지식을 찾아다니며 구도의 길을 떠나는 장면이 그려져 있다. 삼층 석탑은 3층의 기단 위에 세워졌다.
소장문화재는 2014년 9월 1일 지정된 충청남도 문화재자료 제421호 서산 서광사 목조보살좌상이 있다.

## 소장 문화재
- 서산 서광사 목조보살좌상 (충청남도의 문화재자료 제421호)

## 사진

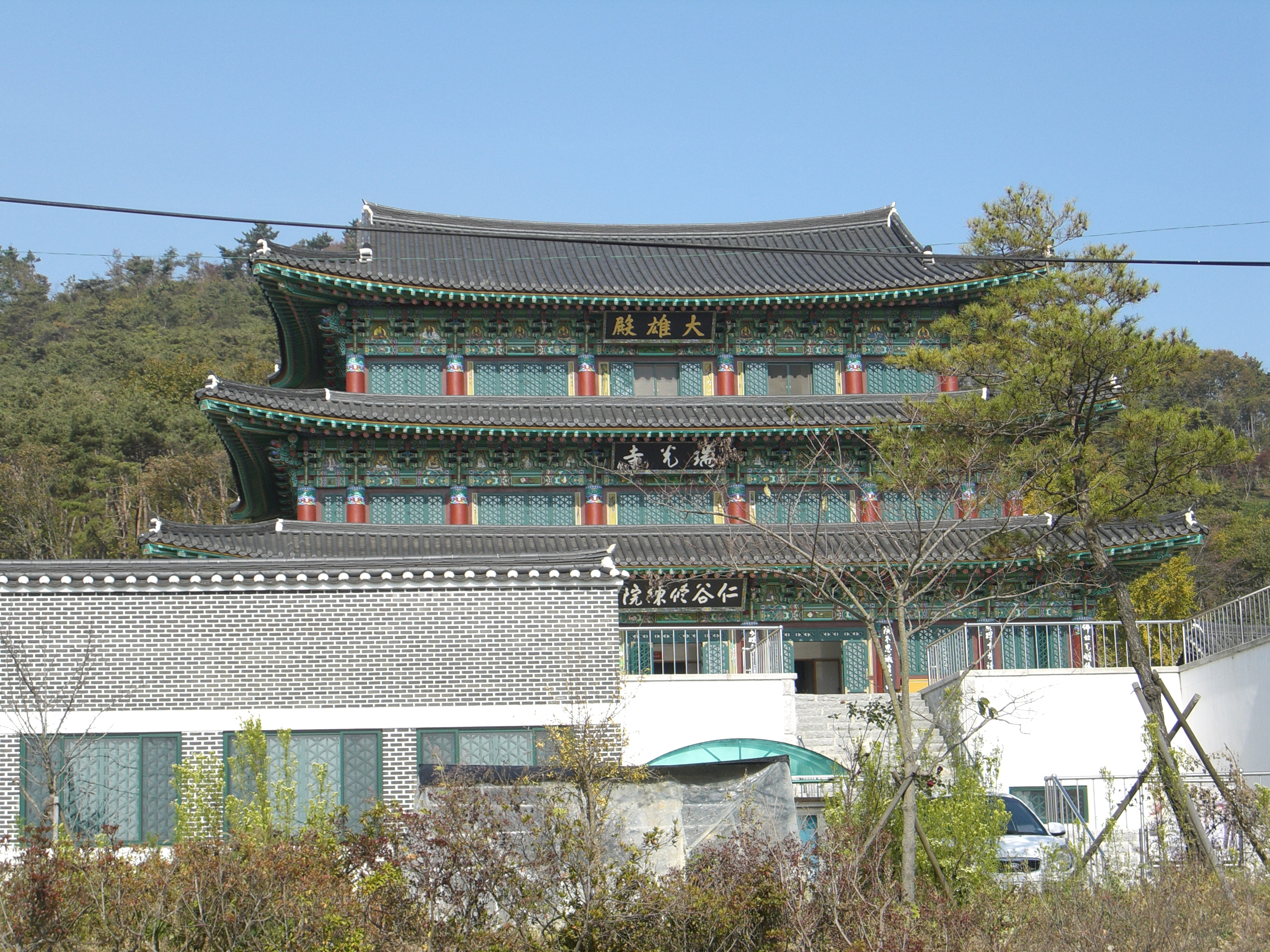
서광사 여래보궁